# حسن بن عبد اللطيف المانع
حسن بن عبد اللطيف بن محمد المانع (1918 - 2 ديسمبر 1995) (1337 - 10 رجب 1416) فقيه حنبلي ومدرّس ديني سعودي من أهل القرن العشرين الميلادي/ الرابع عشر الهجري. ولد في الأحساء ونشأ بها. أصيب بالعمى عندما كان في الثانية من عمره. تعلم في الكُتّاب وحفظ القرآن ولم يتم الثالثة عشرة من عمره. تتلمذ على ابن عمه محمد بن عبد العزيز المانع في دولة قطر منذ 1934 حتى 1941 والتحق بالمدرسة الأثرية فيها. بعده سكن الرياض. فدرس على مشايخها والتحق بالمعهد العلمي بالرياض، ثم بكلية الشريعة بجامعة الإمام محمد بن سعود الإسلامية، وتخرج فيها عام 1378 هـ/ 1959 م. أصبح فقيهًا ومدرّسًا بارزًا للفقه الحنبلي واشتغل بالتدريس حتى أحيل للتقاعد في عام 1989. توفي في الرياض ودفن بمقبرة العود. 

## نسبه وأسرته
هو حسن بن عبد اللطيف بن محمد بن عبد الله بن محمد بن حمد بن مانع بن إبراهيم بن حمدان بن مانع بن شبرمة، الوهيبي التميمي.
أسرة آل مانع من عشيرة آل شبرمة الذين هم من بطن آل وهيب، إحدى بطون قبيلة بني تميم، ومسكنهم في بلدة أشيقر في الوشم بنجد وتفرقوا في أنحاء السعودية.

كان والده عبد اللطيف من أعيان الأحساء، وكان من المقربين عند عبد الرحمن الفيصل وابنه عبد العزيز. 

## سيرته
ولد حسن بن عبد اللطيف المانع بالأحساء أيام إمارة نجد والأحساء ونشأ بها. كف بصره وهو في الثانية من عمره. تعلم في الكُتّاب، فحفظ القران ولم يتم الثالثة عشرة من عمره. عُني به والده فشجعه على حفظ المتون المختصرة في شتى الفنون. ولما بلغ السابعة عشرة من عمره بعثه والده إلى ابن عمه محمد بن عبد العزيز المانع الذي كان في قطر، فوصل إليه في عام 1353 هـ/ 1934 م، فتعلم عليه القراءة والأدب، فاصبح عالمًا وأديبًا «يحفظ القصائد الطوال ويدرك معانيها.»

ذهب إلى الرياض في 1360 هـ/ 1941 م، وأخذ عن مشايخها، ثم التحق بالمعهد العلمي بالرياض، ثم بكلية الشريعة بجامعة الإمام محمد بن سعود الإسلامية فيها، وتخرج فيها عام 1378 هـ/ 1959 م. وبعد تخرّجه عيّن مدرّسًا في معهد إمام الدعوة، ثم مدرّسًا في معهد الرياض العلمي، ثم أعيد إلى معهد إمام الدعوة، واستمر فيه إلى أن نقل إلى المعهد العلمي في حي الشفاء لقربه من منزله، ثم أحيل للتقاعد في عام 1409 هـ/ 1989 م.

رشح مرارًا للقضاء فامتنع، وكان مرجعًا في التاريخ وحفظ الوقائع. كان له مشاركة جيدة في الحديث وعلومه وبارزًا في الدعوة السلفية وفي آخر حياته اشتغل بعلم الحديث، وصار له رغبة في الاطلاع على اختيارات ابن تيمية وابن القيم، وكان أديبًا، يحفظ من الأخبار والأشعارء الشيء الكثير.

من تلاميذه عبد العزيز المهنا وعبد المحسن العسكر وأحمد الباتلي وعبد اللطيف المناع. أحيل إلى التقاعد في 1409 فاشتغل بالكتابة وفتح مكتبته الكبيرة الغنية.

## وفاته
تعرض لحادث حريق صار بسببه وفاته،
 توفي حسن المانع في الرياض في 10 رجب 1416/ 2 ديسمبر 1995 وصلي عليه بالجامع الكبير/جامع تركي بن عبد الله، وأمَّ المصلين عبد العزيز بن باز، ودفن بمقبرة العود. ولم أخلف أحدًا.كتب عبد المحسن بن عبد العزيز العسكر (الأستاذ بجامعة الإمام) حوله دمعة على الراحل الشيخ حسن عبد اللطيف آل مانع. 